# Joe Yule
Pour les articles homonymes, voir Yule (homonymie).
Joe Yule (nom de naissance Ninian Joseph Ewell), est un acteur américain né le 30 avril 1892 à Glasgow en Écosse et mort d'une crise cardiaque le 30 mars 1950 à Hollywood, Californie.

## Biographie
Comédien de vaudeville, Joe Yule a également tenu le premier rôle dans beaucoup de films. Il fut aussi remarqué pour son rôle récurrent dans la série de films de Jiggs and Maggie.
Il est le père de l'acteur Mickey Rooney.

## Filmographie partielle
- 1940 : La Fièvre du pétrole de Jack Conway
- 1941 : The Wild Man of Borneo de Robert B. Sinclair (scènes coupées au montage)
- 1941 : Kathleen de Harold S. Bucquet
- 1941 : I'll Wait for You de Robert B. Sinclair
- 1944 : Les Cuistots de Sa Majesté (Nothing But Trouble) de Sam Taylor
- 1946 : Bringing Up Father d'Edward F. Cline
- 1947 : Jiggs and Maggie in Society d'Edward F. Cline